# Hinterland (pel·lícula)
Hinterland és una pel·lícula de thriller policial austríacoluxemburguès del 2021 dirigida per Stefan Ruzowitzky. Protagonitzada per Murathan Muslu i Liv Lisa Fries, la pel·lícula està ambientada a Viena l'any 1920, després de la caiguda de l'Imperi Austrohongarès. L'antic detectiu Peter Perg (Murathan Muslu) torna a casa després del final de la Primera Guerra Mundial, després d'haver passat anys com a presoner de guerra. Arran d'una sèrie d'assassinats d'altres presoners de guerra, uneix forces amb la doctora forense Theresa Körner (Liv Lisa Fries) per resoldre els crims. S'ha doblat i subtitulat al català.
La pel·lícula es va estrenar al 74è Festival de Cinema de Locarno el 6 d'agost de 2021 i va guanyar el Premi UBS del públic. Es va estrenar als cinemes d'Alemanya el 7 d'octubre de 2021.
La pel·lícula es va rodar en gran part amb croma i les escenes es van crear principalment a l'ordinador. El juliol de 2021, es va estrenar un tràiler de la pel·lícula.